# Мовилеану, Даниэла
Даниэла Мовилеану (итал. Daniela Movileanu; род. 2 декабря 1996) — итальянская шахматистка, мастер ФИДЕ среди женщин (2012). Двукратная победительница чемпионата Италии по шахматам среди женщин (2015, 2016).

## Биография
С 2009 по 2012 год регулярно участвовала в юношеских чемпионатах мира по шахматам среди девушек в различных возрастных группах.
В 2015 году в Джовинаццо впервые победила на чемпионате Италии по шахматам среди женщин. В 2016 году в Перудже повторила этот успех.
Представляла сборную Италии на шахматной олимпиаде (2016) и на командном чемпионате Европы по шахматам (2015).